# Cartuxa da Transfiguração

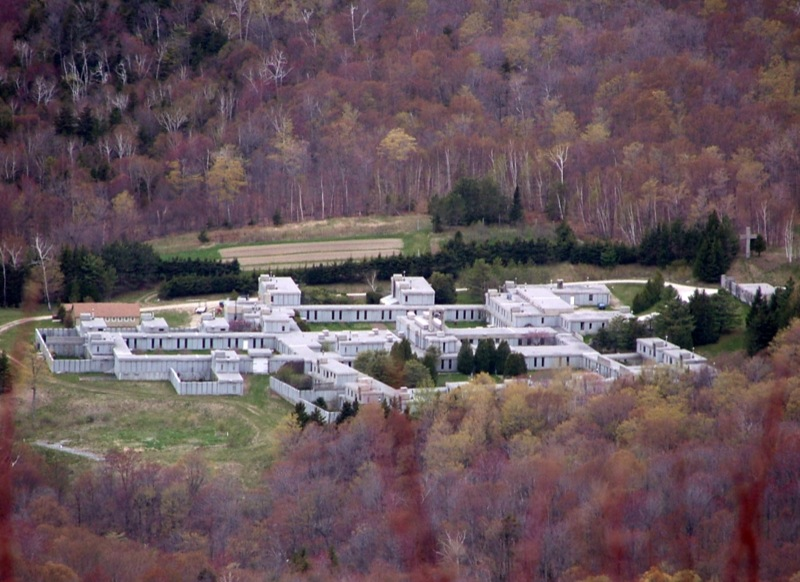
A cartuxa em 2006

A Cartuxa da Transfiguração (Charterhouse of the Transfiguration) é o único mosteiro Cartuxo nos Estados Unidos, localizado no Monte Equinox, em Sandgate, Vermont. Foi fundada em 1960 por iniciativa do Pe. Thomas Verner Moore e concluído em 1970. Substituiu o antigo mosteiro em Sky Farm e Grace Farm (Cartuxa de Nossa Senhora de Belém), perto de Whitingham, Vermont, que o Pe. Thomas havia estabelecido em 1950.
A propriedade de 7 000
-acre(s) (28 km2) foi doada por Joseph George Davidson, um executivo aposentado da Union Carbide Corporation.
A cartuxa foi projetada pelo arquiteto Victor Christ-Janer & Associates de New Canaan, Connecticut, e fabricada com blocos de granito de Vermont.